# 160105 Gobi
160105 Gobi è un asteroide della fascia principale. Scoperto nel 2000, presenta un'orbita caratterizzata da un semiasse maggiore pari a 2,2933408 UA e da un'eccentricità di 0,1536201, inclinata di 5,77275° rispetto all'eclittica.